# Cástulo Guerra
Cástulo Guerra (nacido el 24 de agosto de 1945) es un actor argentino que ha aparecido en multitud de películas y series de televisión estadounidenses.

## Primeros años
Guerra nació en Salta, Argentina, hijo de María Sola Jiménez y Cástulo Guerra, quien fue político y escritor.
Cástulo Guerra estudió en la Escuela Zorrilla, en la Escuela Urquiza, en el Colegio Salesiano y en el Colegio Nacional de Salta. También estudió inglés en la Cultural Británica y comenzó estudios de medicina, pero abandonó la facultad para dedicarse a la interpretación.

## Carrera
Entre sus papeles en películas y series están incluidas: Terminator 2: el juicio final, Cold Heaven, The Usual Suspects, Meet Me in Miami, Where the River Runs Black, The Mexican, The Celestine Prophecy y Beverly Hills Chihuahua 2. Ha aparecido en series como: Riptide, The Fall Guy, Falcon Crest, The A-Team, Remington Steele, L.A. Law, Star Trek: The Next Generation, 21 Jump Street, Lois and Clark: The New Adventures of Superman, Brimstone, Nash Bridges, The Agency, ER, Alias, CSI: Miami, The West Wing, Prison Break y Numbers. También interpretó a Samir Duran en StarCraft y Raphael Castillo en Santa Barbara.

## Vida personal
En 1972 Cástulo Guerra se casó con la directora de producción Christy Claire Risska. Tienen dos hijos: Clarity (nacida en 1987) e Ian (nacido en 1989).

## Filmografía

### Películas
- Two of a Kind (1983) - Gonzales.
- Stick (1985) - Nestor
- Just Between Friends (1986) - Locutor deportivo.
- A Fine Mess (1986) - Director italiano.
- Where the River Runs Black (1986) - Orlando Santos.
- Nuts (1987) - Dr. Arantes.
- Sunset (1988) - Pancho
- Cold Heaven (1991) - Dr. DeMencos.
- Terminator 2: Judgment Day (1991) - Enrique Salceda.
- The Pickle (1993) - José Martínez.
- The Usual Suspects (1995) - Arturro Márquez.
- Bodily Harm (1995) - Dr. Vasquez.
- Lawnmower Man 2: Beyond Cyberspace (1996) - Guillermo.
- Amistad (1997) - Sacerdote español.
- Running Woman (1998) - Padre Talou.
- No Salida (1998) - Papi.
- Blink of an Eye (1999) - Padre Chávez.
- Moonbeams (2001) - Dr. West.
- The Mexican (2001) - Joe, el dueño de la casa de empeños.
- The Alamo (2004) - General Castrillon.
- Meet Me in Miami (2005) - Miguel.
- The Celestine Prophecy (2006) - Padre José.
- Spoken Word (2009) - Dr. Lopez.
- Our Family Wedding (2010) - Padre Paez.
- Pete Smalls Is Dead (2010) - El Patrón.
- Beverly Hills Chihuahua 2 (2011) - Sr. Cortez.
- Undocumented (2012) - Coyote.
- Bless Me, Ultima (2012) - Tenorio.
- The Purge: Anarchy (2014) - Barney.
- The Aliens (2017) - Diego.
- Badur Hogar (2019) - Domingo Badur.

### Televisión
- Right to Die (telefilme de 1987) - Dr. Reuben Espinoza.
- Star Trek: The Next Generation (1989) - Mendoza (episodio: "The Price").
- Superman: The Animated Series (1997, episodio: "Solar Power") - Portavoz de la NASA.
- Duck Dodgers (2004) - Sargento Vasquez (voz, episodio: "The Mark of Xero").
- CSI: Miami (2 episodios, 2005-07) - General Antonio Cruz.
- Prison Break (temporada 3, 2007-08) - General Zavala.
- CSI: Crime Scene Investigation (2013, episodio: "Exile") - Eddie Santos.
- Deathstroke: Knights & Dragons - General Suárez, Doctor (2020, voz, episodio: "Knights & Dragons: Part One".

### Series web
- Onyx Equinox (2020) - Mictlantecuhtli.

### Videojuegos
- Herc's Adventures (1997) - Hades.
- StarCraft: Brood War (1998) - Samir Duran.
- Diablo II (2000) - Geglash.
- Sacrifice (2000) - Charnel.